# Muzeul Arta Lemnului

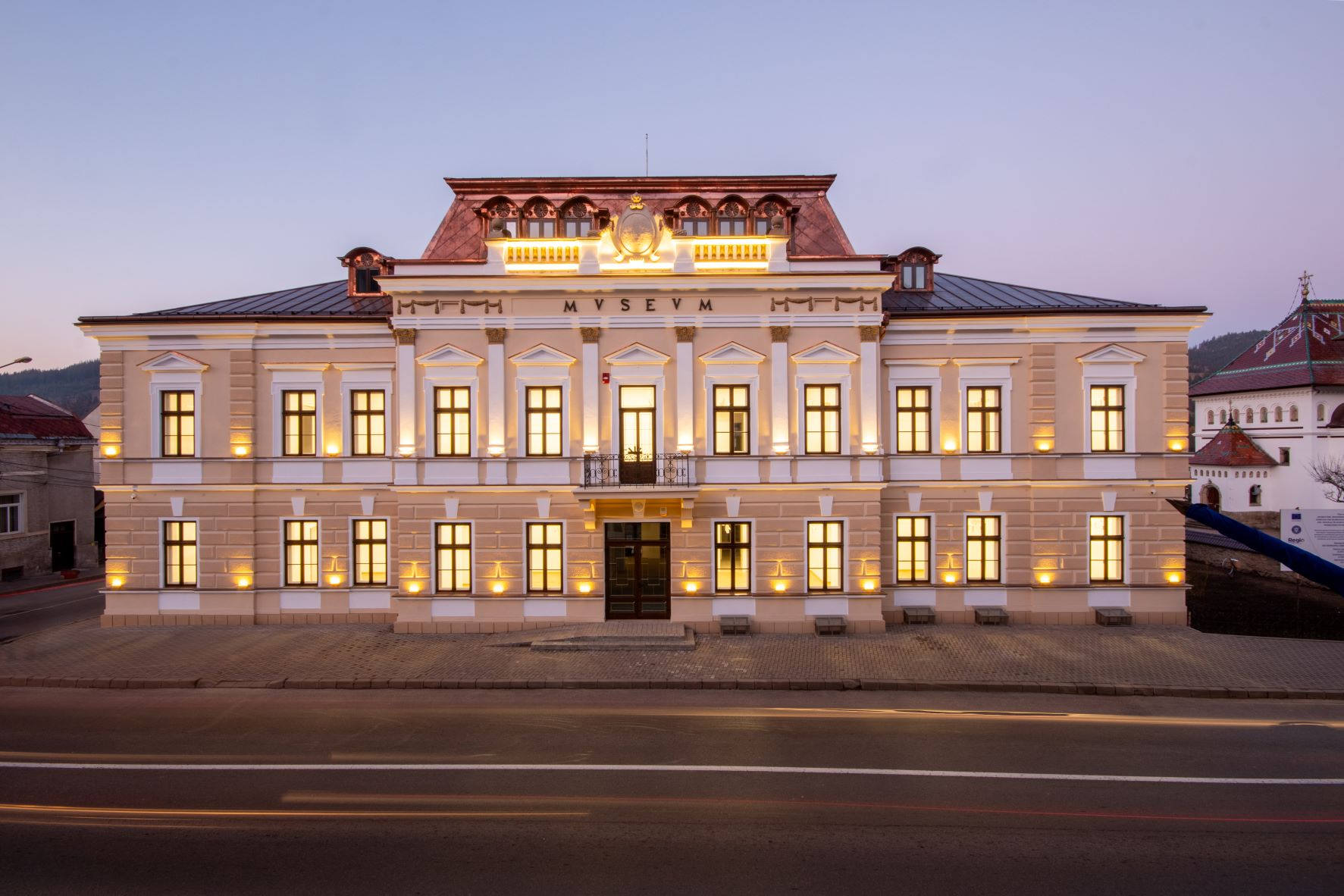
Muzeul Arta Lemnului din Câmpulung Moldovenesc

Muzeul Arta Lemnului (prescurtat MAL) din Câmpulung Moldovenesc expune singura colecție etnografică din România dedicată exclusiv culturii și civilizației lemnului. Acest lucru îl face unic în țară și printre puținele muzee din întreaga lume dedicate lemnului. Colecția etnografică conține un bogat patrimoniu de peste 15.000 piese din lemn, tipurile de exponate de lemn prezentând utilitatea acestuia în diferite ocupații ale locuitorilor, meșteșuguri existente în zonă, uneltele folosite, mijloacele de transport, mobilierul țărănesc și arhitectura casei tradiționale, precum și formele artistice pe care le poate căpăta lemnul – sculpturile.

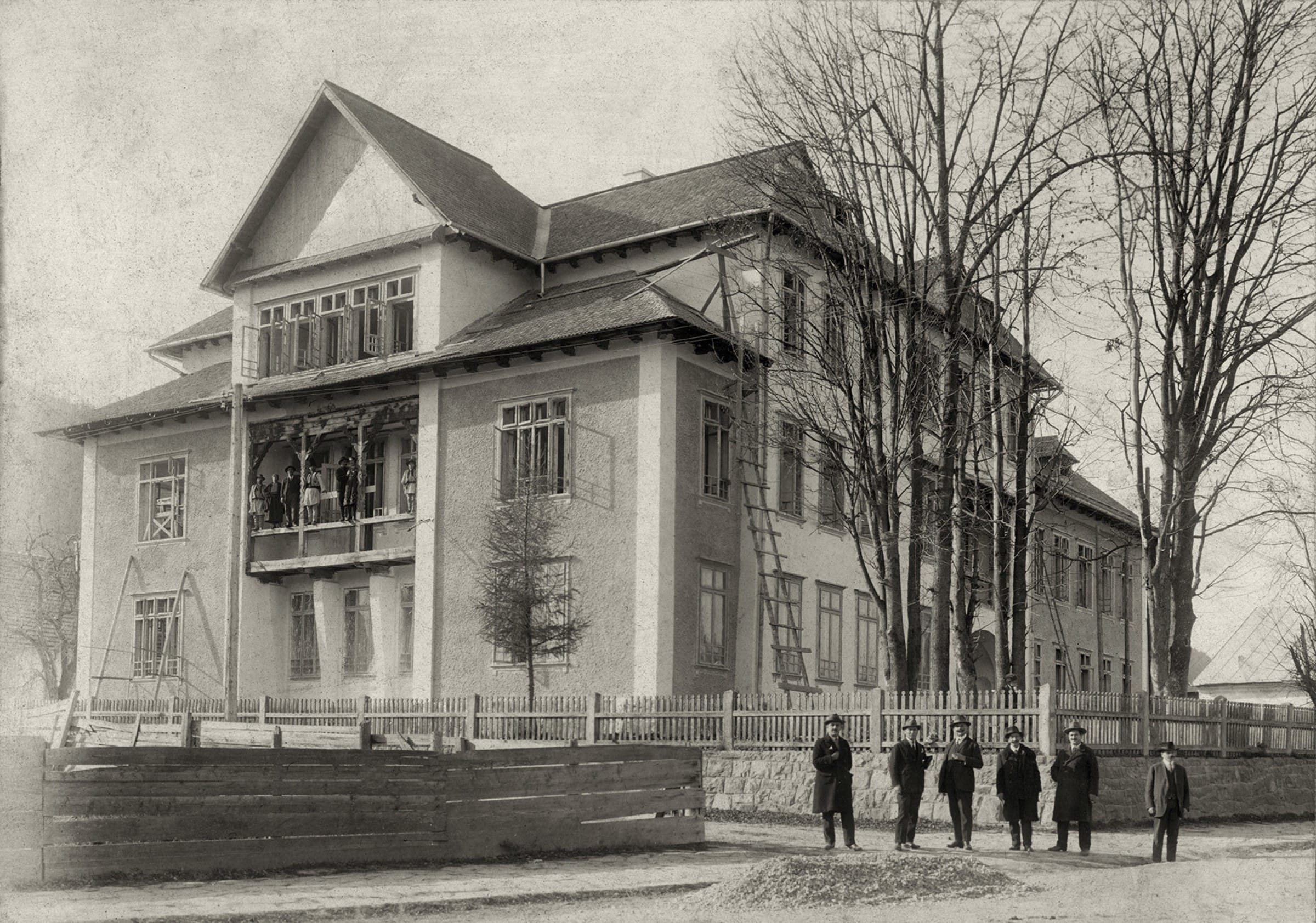
Școala de Arte și Meserii din Câmpulung Moldovenesc

Muzeul a fost deschis oficial spre vizitare publicului larg la data de 1 iunie 1936, în trei săli din cadrul Școlii de Arte și Meserii (în prezent Liceul Tehnologic nr. 1) din Câmpulung Moldovenesc, sub numele de Muzeul Județului Câmpulung. Primul director al muzeului a fost învățătorul Constantin Brăescu.
Ideea înființării muzeului și alcătuirea primelor colecții e însă mai veche, născută odată cu deschiderea Școlii de Arte și Meserii, în anul 1895. Dorința profesorilor școlii, majoritatea etnici români și a intelectualilor progresiști ai orașului era legată de lupta acestora împotriva fenomenului de deznaționalizare cunoscut în timpul ocupației austro-ungare și militarea pentru păstrarea valorilor autentice românești.
Contribuția cea mai importantă la colectarea obiectelor țărănești a avut-o profesorul etnograf Ion Ștefureac. Pasiunea sa pentru arta populară, pentru frumusețea obiectele create de mâna țăranului bucovinean, l-a făcut să cutreiere satele, să cerceteze și să colecționeze aceste comori, îndemnându-i pe intelectualii satelor să facă asemenea. Punerea în valoare a obiectelor de artă țărănească, a datinilor, a tradițiilor, a portului popular izvora din patriotism și nevoia de eliberare de sub dominația austriacă. Ocupația străină nu aprecia și nu accepta planurile înființării unui muzeu, refuzând categoric deschiderea lui, la prima tentativă, în 1910. 

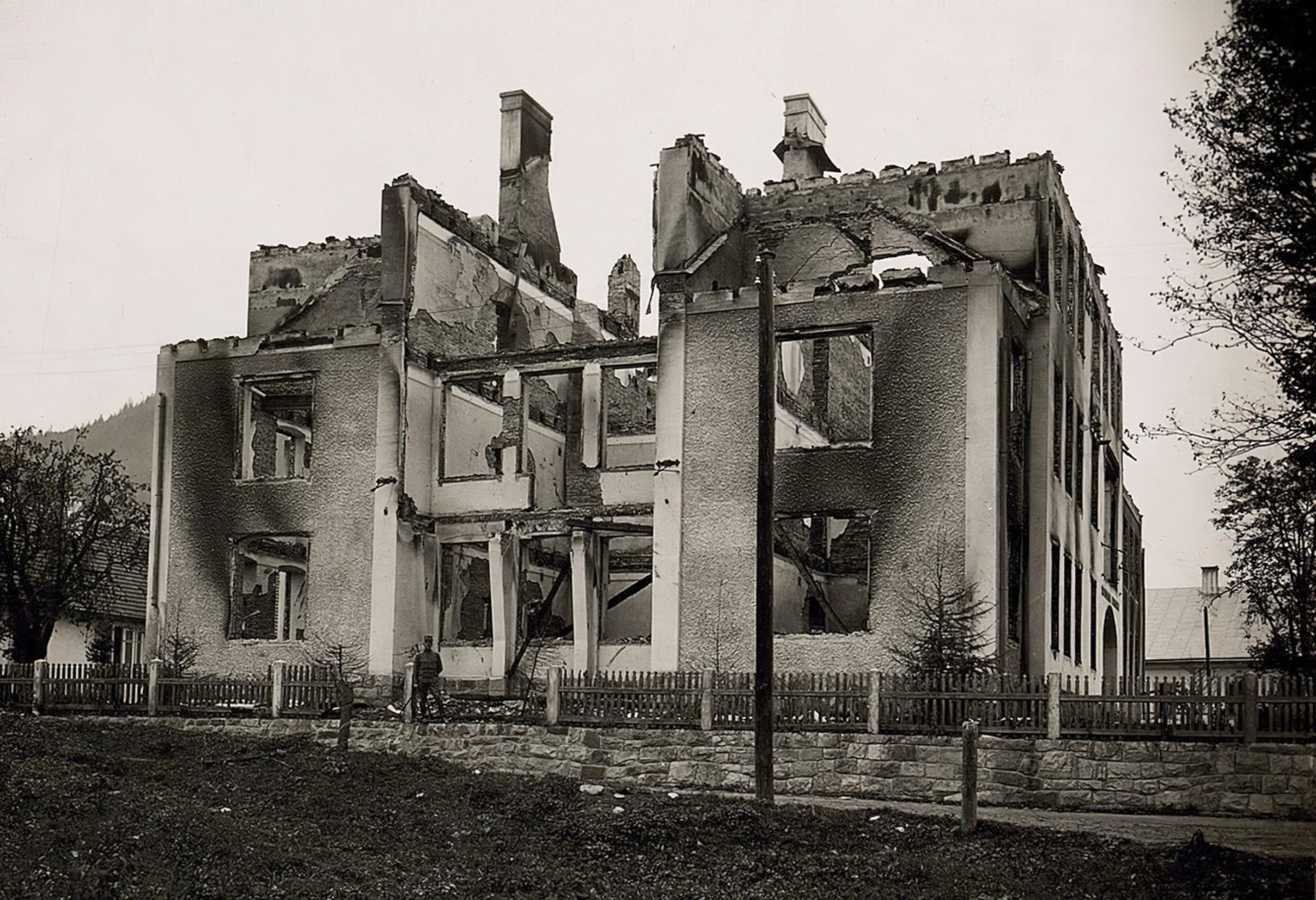
Școala de Arte și Meserii din Câmpulung Moldovenesc bombardată în timpul Primului Război Mondial (1917)

Cu toate acestea, într-o sală a Școlii funcționa un spațiu expozițional încă dinaintea Marii Uniri din 1918, ce etala obiectele colecționate de Ion Ștefureac. În timpul luptelor din Primul Război Mondial, Școala a fost bombardată și o parte din colecție s-a pierdut, fiind distrusă din cauza focului.
După Marea Unire și devenirea Câmpulungului reședință de județ, se reia ideea înființării muzeului. În acest scop, pe data de 3 aprilie 1935 se va constitui Comitetul de Inițiativă al fondării Muzeului Județean de Etnografie. Comitetul a fost compus din prefectul Constantin Leontieș, subprefectul Mihai Michitovici, directorul Școlii de Arte și Meserii Ilie Veslovschi, învățătorul și primul director al muzeului Constantin Brăescu, sculptorul și ultimul director al Școlii de Arte și Meserii Ioan Sârghie. Un an mai târziu, muzeul este deschis sub conducerea învățătorului Constantin Brăescu, în prezența oficialităților, printre personalitățile prezente fiind și istoricul Ion Nistor, ministru si rector al Universității din Cernăuți. 